# Maryland Science Center
Le Maryland Science Center est un musée de sciences, situé à Baltimore dans le Maryland, aux États-Unis.
Inauguré en 1976 dans le cadre du programme de revitalisation du centre-ville de Baltimore, il regroupe aujourd'hui 3 étages d'exposition, un planétarium, un observatoire et un cinéma IMAX.

## Histoire
L'Académie des sciences du Maryland est la plus ancienne institution scientifique du Maryland et l'une des plus anciennes institutions de ce genre dans tous les États-Unis.
À sa création en 1797, l'Académie était une société scientifique amateur. Ses membres discutaient d'astronomie, de botanique, de zoologie et d'autres sujets appelés « sciences naturelles » Rembrandt et :Raphaelle Peale, fils du peintre et scientifique Charles Wilson Peale, étaient parmi les premiers membres distingués. Au cours des premières années, l'organisation était plutôt informelle. Des réunions ont eu lieu dans le petit musée de la rue South Charles. En 1826, l'organisation incorporée sous le nom de « l'Académie des sciences et de la littérature du Maryland ». Les 40 prochaines années ont été des périodes troublées avec des réunions irrégulières. Un incendie tragique a détruit une grande partie de la bibliothèque, des collections et des disques de cette période.
En 1897, l'organisation a été ré-incorporée sous son titre actuel, « L'Académie des Sciences du Maryland » et de nouveaux quartiers ont été ouverts sur Mulberry Street quelques années plus tard. Les membres de l'Académie pendant cette période représentaient certaines des familles les plus distinguées de Baltimore: Gilmor, Howard, Hayden, Maulsby, Ellicott, Poultney, Pattison, Fisher Donaldson, Tyson et Pennington. Dans les notes prises de vieux dossiers sont les noms de Charles Carroll de Carrollton et JHB Latrobe, fils du célèbre architecte. Les premières années du XXe siècle ont vu une expansion sans précédent des connaissances scientifiques et techniques. Le mérite de cette nouvelle direction revient à Herbert A. Wagner, président de longue date de la Baltimore Gas & Electric Company et président du conseil d'administration et président de l'Académie. Sous la direction de Wagner, on accordait moins d'importance aux collections statiques; au lieu de cela, les expositions de travail ont été conçues pour illustrer des principes scientifiques fondamentaux ou des processus industriels. Un observatoire et une série de conférences hebdomadaires ont été ajoutés, et l'adhésion a été considérablement élargie. L'Académie déménage d'abord à Franklin Street et plus tard à North Charles Street.
Vers la fin de la Seconde Guerre mondiale, l'Académie a déménagé au troisième étage de la bibliothèque Enoch Pratt

## Galerie

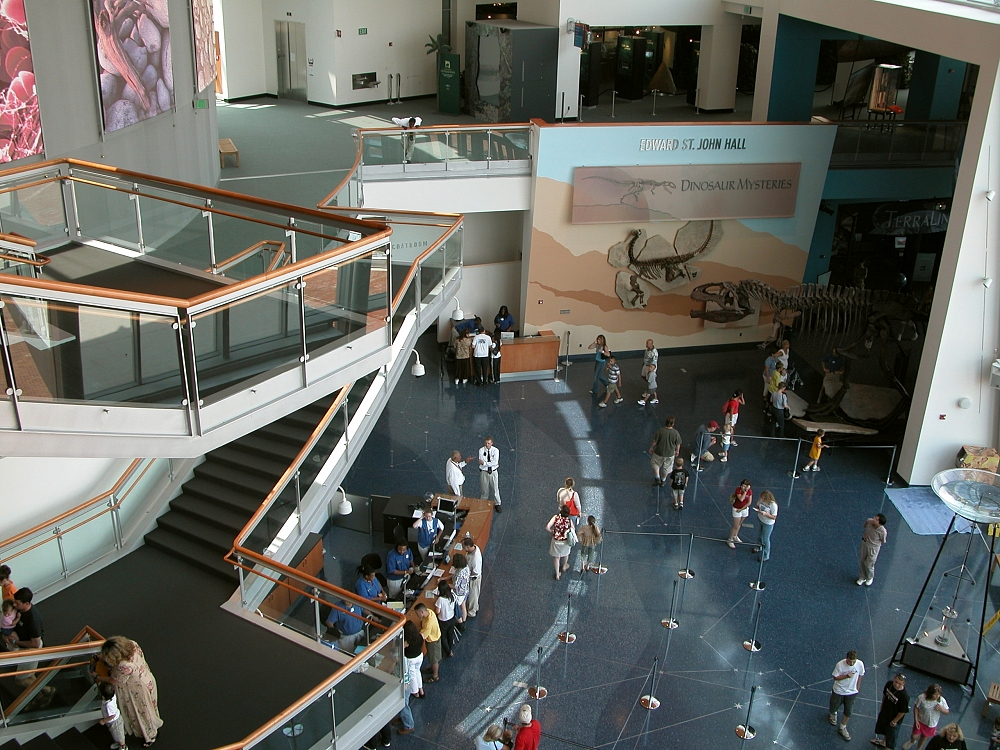
Hall du musée
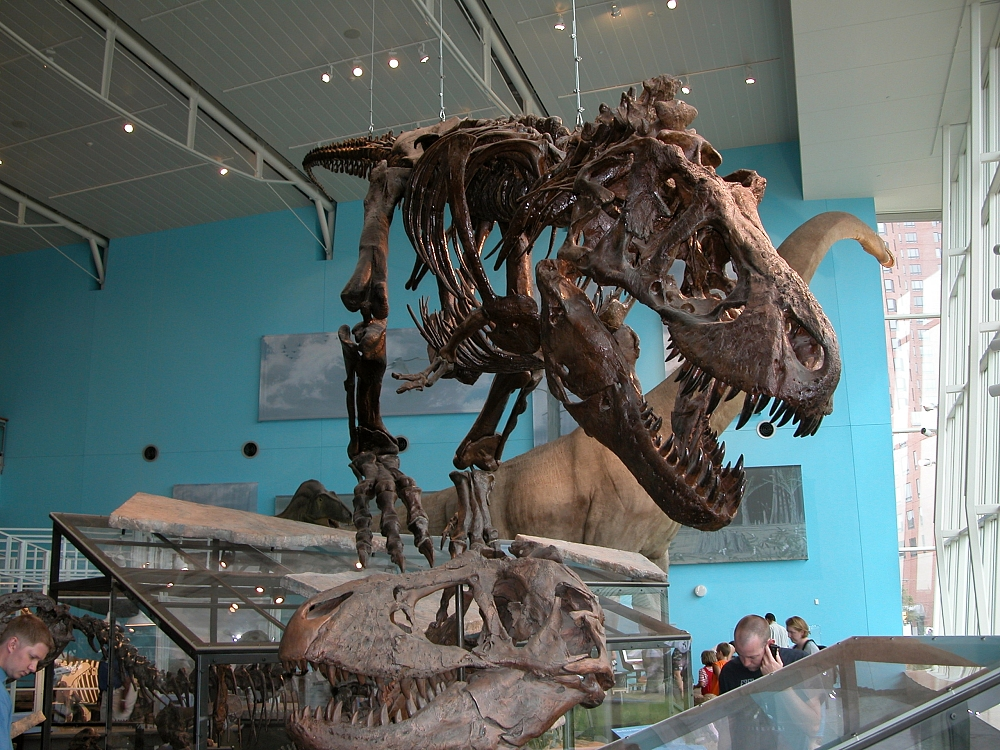
Squelette de T-Rex
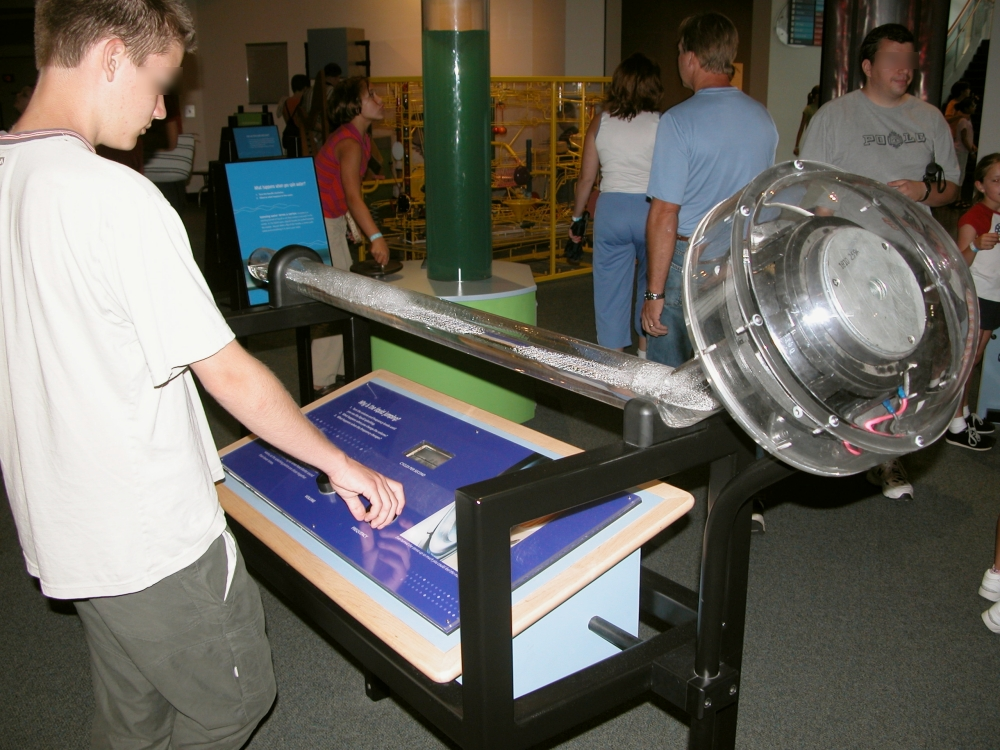
Expériences sur le son